# Parelictis saleuta
Parelictis saleuta är en fjärilsart som beskrevs av Edward Meyrick 1886. Parelictis saleuta ingår i släktet Parelictis och familjen björnspinnare. Inga underarter finns listade i Catalogue of Life.